# Aziatische hoornaar
De Aziatische hoornaar (Vespa velutina) is een wesp die behoort tot het geslacht van de hoornaars. De wetenschappelijke naam werd gepubliceerd door Amédée Louis Michel le Peletier, comte de Saint-Fargeau in 1838. De Aziatische hoornaar komt van nature voor in Zuidoost-Azië. Sinds 2017 komt de soort als invasieve exoot voor in onder andere Nederland en Vlaanderen.

## Uiterlijke kenmerken
De koninginnen kunnen tot 30 millimeter lang worden, de werksters tot 20 mm en de mannetjes tot 25 mm. De Aziatische hoornaar blijft hiermee iets kleiner dan de Europese hoornaar.
De Aziatische hoornaar is te onderscheiden van de Europese hoornaar door de gele uiteinden van de poten van de eerstgenoemde. Het borststuk van de Aziatische hoornaar is niet bruin maar zwart.

## Nest
Een bevruchte koningin die de winter overleefd heeft maakt in het voorjaar een nest, vaak in een holle boom, onder een dakrand of in een vogelnestkast. Hier komen de eerste werksters uit en wordt  het nest groter (maar kleiner dan een tennisbal) met circa twintig hoornaars. Begin juli wordt er een nieuw nest gemaakt in de top van een nabijgelegen boom waar ook de nieuwe koninginnen uitgebroed worden. Dit secundaire nest (zomernest) wordt veel groter (afmeting basketbal) en kan duizend of meer hoornaars bevatten.

## Invasieve uitheemse soort
Vespa velutina kwam in 2004 naar Frankrijk, vermoedelijk in een lading Chinees aardewerk en vestigde zich later in het Verenigd Koninkrijk en in Italië, België en Nederland. Ze wordt gezien als een grote bedreiging voor de honingbij. 
In 2009 waren er al duizenden nesten in de buurt van Bordeaux en omliggende departementen, eind 2015 waren ze over heel het land verspreid.
Het eerste nest in Vlaanderen werd op 22 november 2017 verwijderd in de West-Vlaamse stad Poperinge, op enkele kilometer van de Franse grens. In 2018 werd de soort reeds waargenomen in alle Vlaamse provincies.
Op 17 september 2017 werd voor het eerst een Aziatische hoornaar ontdekt in Nederland in het Zeeuwse Dreischor. Sindsdien heeft de soort zich snel verspreid over Nederland.

Verspreiding Aziatische hoornaar in Nederland, 2016-2023, data van Observation.org

In september 2020 werd de soort voor het eerst ontdekt in Luxemburg.
Sinds 2016 staat deze soort op de lijst van invasieve exoten die zorgwekkend zijn voor de Europese Unie.

### Bestrijding
In Zeeland richtte de bestrijding zich op het weghalen van de nesten. Sommige Vlaamse gemeenten voorzagen imkers van lokvallen die worden uitgezet om koninginnen te vangen, en zo de verspreiding van de hoornaar tegen te gaan.
Inmiddels (2024) wordt het elimineren van de populatie als onhaalbaar beschouwd en streven de overheden naar het beheersen van de soort. Daarbij zullen ze steeds meer een beroep doen op belanghebbenden: bijenhouders en fruittelers.
Het primaire nest is relatief eenvoudig te vinden en te verwijderen. Met een speciaal pak (een hoornaar heeft een lange angel) vergelijkbaar met dat voor een imker, een spuitbus met gas waarmee de wespen bevroren kunnen worden, en een stofzuiger kan het nest geruimd worden. Het zomernest is veel lastiger te vinden, alleen al vanwege de locatie in hoge bomen. Men kan een gevangen hoornaar van een zendertje voorzien en daarmee het nest opsporen.

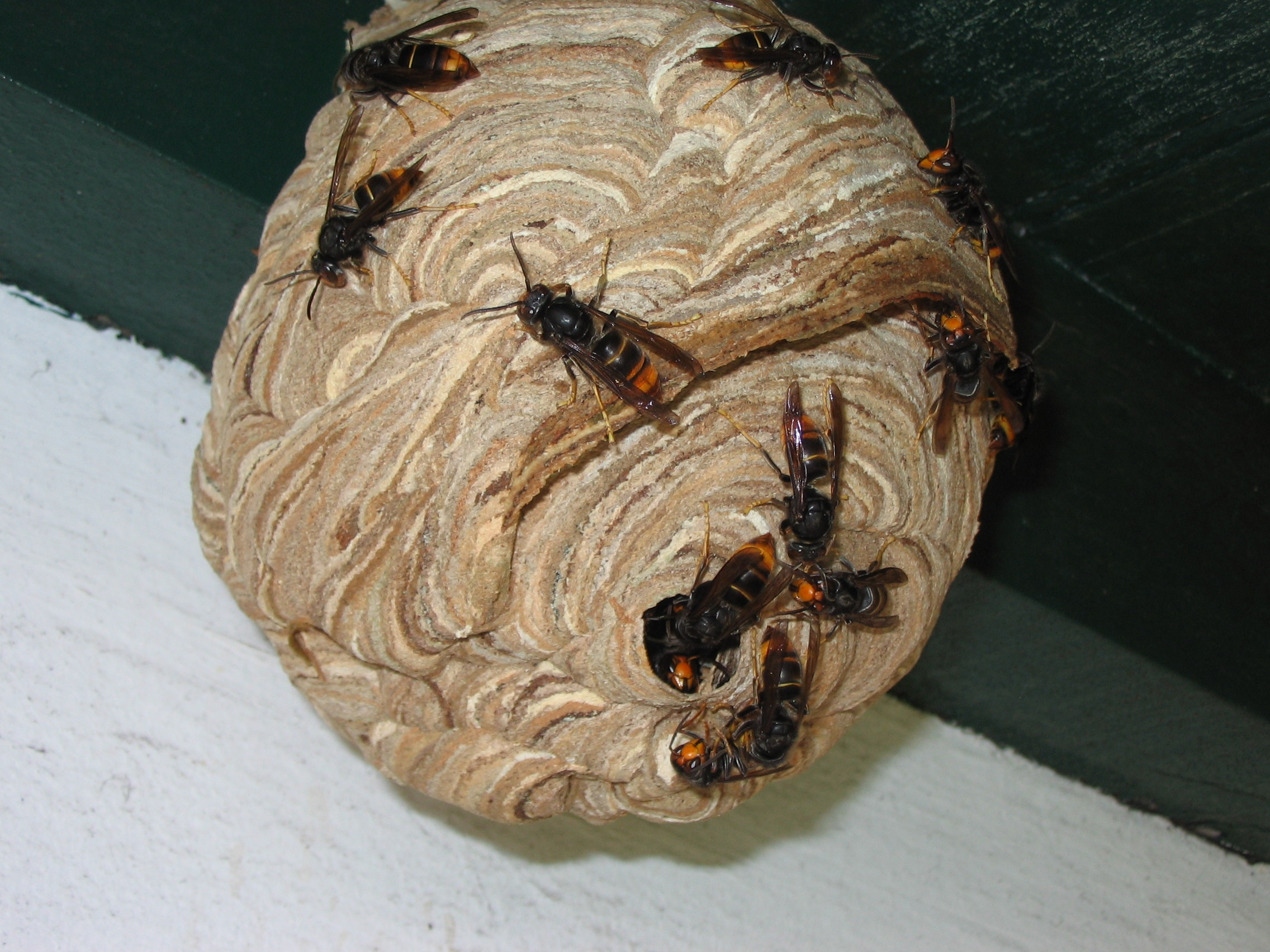
primair nest
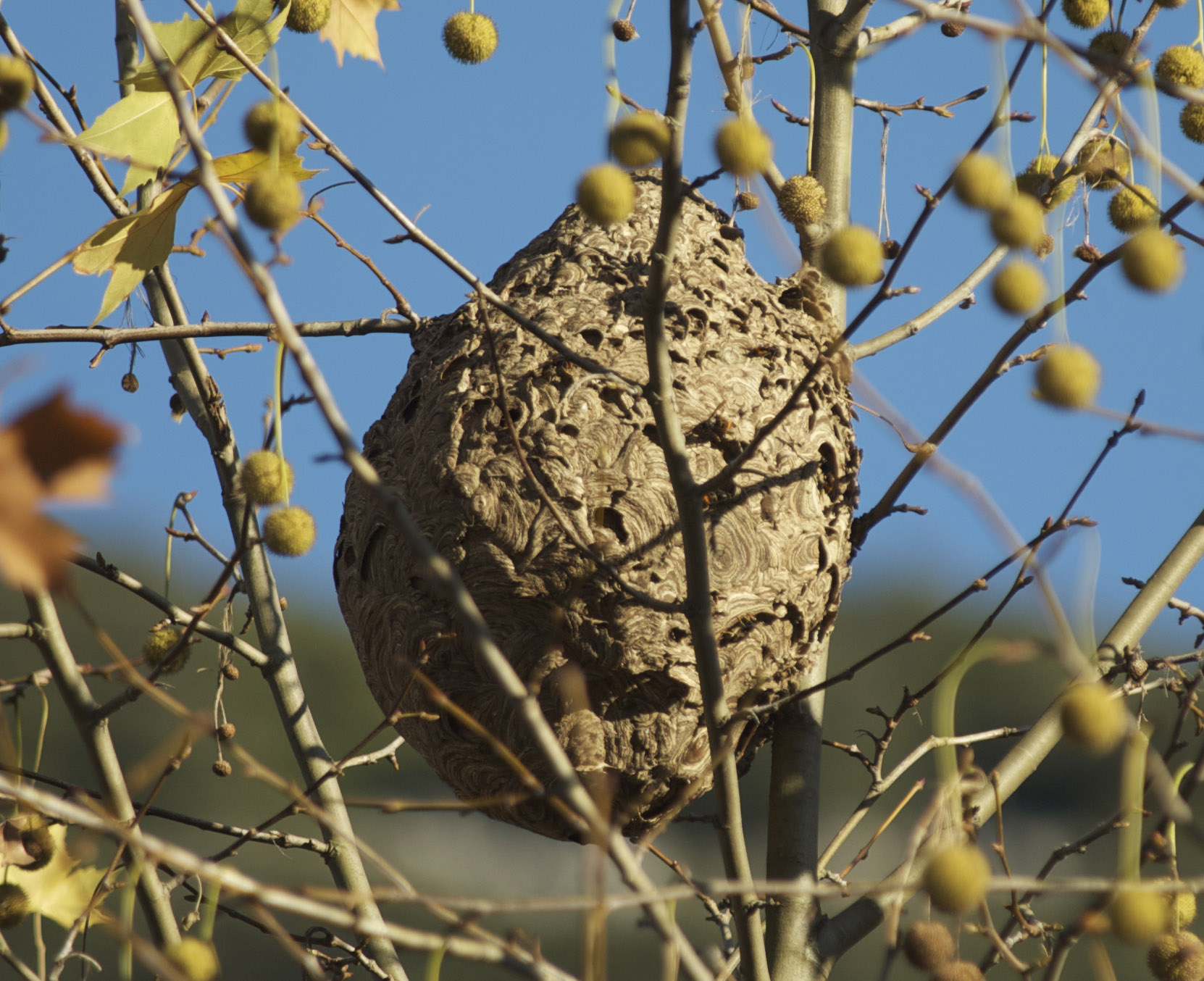
secundair nest